# Arroyo San Gregorio
El arroyo San Gregorio es un curso de agua uruguayo que atraviesa los departamentos de San José y de Flores perteneciente a la Cuenca del Plata.
Nace en la Cuchilla Grande inferior y desemboca en el río San José tras recorrer alrededor de 24 km.